# Contropiede. Breve discorso sopra il metodo del calcio
Contropiede, sottotitolo: Breve discorso sopra il metodo del calcio, è il titolo di un saggio in forma di pamphlet scritto da Daniele Camilli e pubblicato nel 2007 dalla casa editrice Edizioni Nottetempo di Roma. 

## Contenuto
Nel testo l'autore punta a dimostrare l'esistenza di un rapporto diretto tra i metodi di gioco a uomo e a zona e i sistemi di produzione tipici del capitalismo che hanno caratterizzato il XX secolo (dal fordismo al postfordismo), analizzando il legame tra strategie calcistiche e modelli interpretativi applicati in ambito filosofico, quali lo strutturalismo, il Cristallo di Thomas Hobbes e la Teoria Generale del Sistema (TGS).
Camilli fornisce inoltre, documentandola con dati statistici, una [ri]lettura originale della storia dei campionati mondiali di calcio, osservando come nella maggior parte dei casi (tredici casi su diciotto) a vincerli siano stati paesi che attraversavano una forte crisi tanto politica quanto sociale, ovvero una crisi di trasformazione potenziale. Nella sostanza, appunto, un breve discorso sopra il metodo del calcio, tale da condurre ad una riflessione finale sulla vittoria dell'Italia ai mondiali di Germania 2006.

## Metodi di gioco e sistemi di produzione

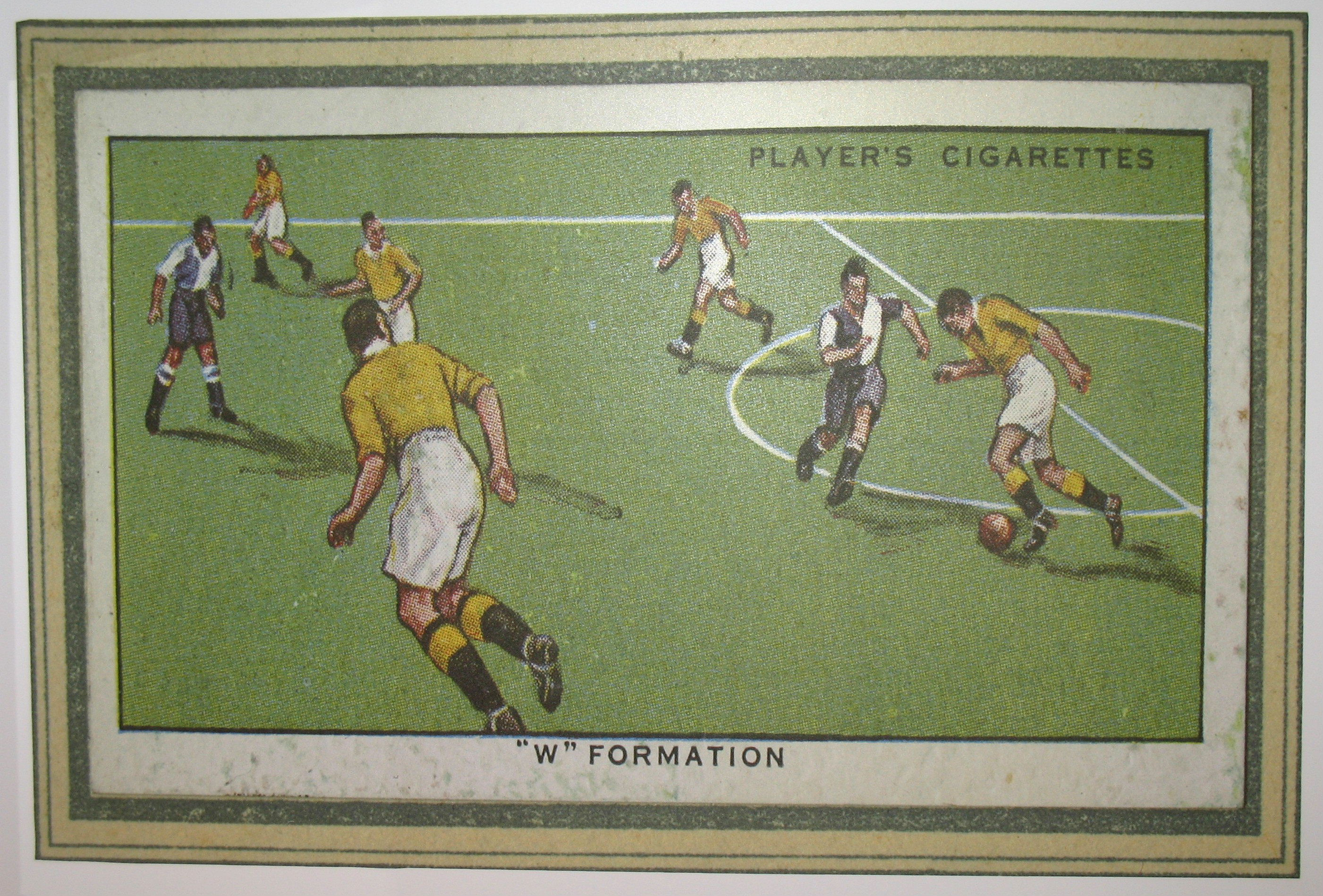
Un modulo di gioco d'attacco in formazione a "W" - Museo della Storia del Genoa, Genova

Secondo la teoria di Daniele Camilli il calcio non nasce dal nulla, ma è la diretta conseguenza di una determinata società e del sistema socio-economico che la caratterizza. Ciò significa che le dinamiche e l'evoluzione del gioco calcio sono strettamente legate all'evoluzione del sistema capitalistico. 
Pertanto, mentre il cosiddetto gioco a uomo sembra somigliare alla catena di montaggio fordista - ognuno al suo posto, ognuno con il suo uomo e il suo ruolo definito, ognuno con il suo bullone da avvitare - il gioco a zona sembra invece portare sui campi le logiche del sistema produttivo cosiddetto postfordista: ogni giocatore deve essere in grado di stare al posto giusto al momento giusto. Non solo, ma gli schemi caratterizzanti gioco a uomo e gioco a zona presentano delle somiglianze con il sistema a cristallo di Carl Schmitt (gioco a uomo), la filosofia strutturalista e la Teoria Generale del Sistema (gioco a zona).

## Edizioni
- Daniele Camilli, Contropiede - Breve discorso sopra il metodo del calcio, collana Gransassi, Edizioni Nottetempo,  p. 72, ISBN 978-88-7452-120-3.